# 马来亚民族解放军

马来亚民族解放军军旗

馬來亞民族解放軍第十支隊隊旗

马来亚民族解放军是1949年2月1日由马来亚共产党所组织成立的一支武装部队，前身是马来亚人民抗日军，主要成员是华人，也有以马来人为主的第十支队，主要活跃于马来半岛农村进行游击战。1970年更名为马来亚人民军。

## 背景
英國在第二次世界大战期间，秘密训练和提供武器给马来亚共产党和其武装部队，以打击日本人占领马来亚。二战结束后，英国通过幕后操纵因此获利其战时的功绩和贡献，承认战前不受法律承认的马来亚共产党可以继续活动，民族解放军趁机秘密收藏战时装备，以备将来使用。（英国当时就不承认马共）
由于马来亚共产党和其武装组织暴力反抗英国殖民统治，英国则使用限制措施，包括驱逐非马来亚出生的共产主义领导人，来限制马来亚共产党。这种互相对立的形势在1948年的武装叛乱中达到高潮，导致1948年6月英殖民的马来亚宣布进入紧急状态。

## 发动叛乱
1948年7月，民族解放军进攻吉兰丹州话望生警察局并占领该地长达一星期。同年8月和9月，民族解放军向雪兰莪州的煤炭山及吉打州的华玲地区发起攻击，消灭大批辜卡兵并缴获大量武器弹药。1949年1月，民族解放军于吉打州纯督和柔佛州古来地区展开伏击，消灭70多名英军并缴获包括轻机关枪的武器装备20多支。1950年又分别于吉兰丹州乌鲁斯摩河和吉打州中部展开多次伏击，消灭英军百余名。1951年10月5日，马来亚民族解放军在福隆港伏击并击毙了英国驻马来亚高级专员葛尼。这种丛林游击战最终在1960年被英國给击败，解放军也被分裂。

### 第二次叛乱
1968年，民族解放军重新崛起，在泰国边境活动，实施伏击、抢夺政府物资和设置陷阱，民族解放军主要在北部的马来亚丛林地区作战。在马来亚紧急状况下，民族解放军未能恢复到原来的规模和实力，马共开始招募在泰国的马来人，并分发宣扬伊斯兰教与共产主义相容性的小册子。民族解放军在战争初期取得了一些胜利。1989年，马共来到谈判桌旁，承诺只要马来西亚政府允许马共和民族解放军的干部回国，就解除所有武装投降。马共和民族解放军摧毁了他们的武器后，部分民族解放军和马共成员在泰国南部定居下来，其他成员可以返回马来西亚生活。而马共总书记陈平则被剥夺返回马来西亚的权利。